# ابتكار ديمقراطية: دروس التجربة التونسية (كتاب)
ابتكار ديمقراطية: دروس التجربة التونسية بالفرنسية L’invention d’une démocratie: les leçons de l’expérience tunisienne

هو مؤلف للمفكر والسياسي التونسي والمعارض السابق لنظام بنعلي وأول رئيس بعد الثورة التونسية المنصف المرزوقي، يعرض فيه دروس التجربة التونسية، ورؤيته للثورة التونسية والانتقال الديمقراطي في بلاده، وفي نفس الآن يقدم برنامجا سياسيا متكامل الأبعاد لإنجاح الأهداف الديمقراطية والعدالة الاجتماعية للثورة وتحقيق الديمقراطية والتنمية الاقتصادية.

## الدعوة إلى ابتكار نموذج ديموقراطي
بالنسبة للنموذج الديموقراطي الذي يطرحه كتاب ابتكار ديمقراطية، يرى المؤلف أنه يجب صنع ديمقراطية لا يسيطر فيها المال على السياسة، ترتكز على الحقوق الاقتصادية والاجتماعية.
ولذلك على تونس والعرب ابتكار طفرة ديمقراطية منقحة في القرن الواحد والعشرين، تهتم بالحقوق الاقتصادية كما تهتم بالحقوق السياسية.
ويلاحظ اهتمام المؤلف بالسياسة الاجتماعية، من خلال تأثره بنموذج الدفعة الدموقراطية اللاتينية من خلال الرئيس البرازيلي السابق لولا دا سيلفا حيث يربط بين الديمقراطية ومحاربة الفقر.
ويؤكد المرزوقي أن بإمكان تونس تحقيق وترسيخ التعايش الدائم تحت المظلة الديمقراطية، وترسيخ مبادئها، رغم الأزمات والانحرافات عن المسار الديمقراطي أحيانا إلى العنف، كحادثة اغتيال شكري بلعيد.

### النموذج المقترح
يقترح المؤلف نظاما يمزج بين النموذجين البرلماني والرئاسي، ويضمن توازنا للسلطات بين صلاحيات الرئيس ورئيس الحكومة، يكون فيه للرئيس صلاحية حل البرلمان، ولهذا الأخير صلاحية إحالة رئيس الجمهورية على المحكمة الدستورية إذا تورط في عمليات فساد. وألاَّ يتمتع الرئيس بأية حصانة وأن تحدد الرئاسة بعهدتين فقط. ويتولى رئيس الجمهورية السياسة الخارجية والدفاع، فيما يتولى رئيس الحكومة الشؤون الاقتصادية والاجتماعية. وحتى في حال انتمائهما إلى نفس الحزب فقد لا يكونان على نفس الخط، بل ربما يقوم الواحد منهما بتحييد الآخر والعكس.
أما بشأن القانون الانتخابي، فيدعو المرزوقي إلى اعتماد الاقتراع النسبي لانتخاب البرلمان حتى تتاح الفرصة للجميع لأن يكون ممثلا في البرلمان الذي يجب أن يكون ركيزة للديمقراطية. أما الركيزة الثانية فهي المحكمة الدستورية ولها صلاحية محاكمة رئيس الجمهورية. وتتمثل الركيزة الثالثة للنظام في إخضاع تعيين كبار الموظفين إلى لجنة برلمانية، والاستماع للمرشحين كما هو الحال في أمريكا. وهذا لتفادي تعيين أشخاص على أساس العلاقات، كما حاولت النهضة -حسب المؤلف- فعل ذلك بتعيين رجالاتها في مناصب عليا.
ومن الشروط الأساسية لابتكار ديمقراطية تونسية غير مسبوقة: تواجد صحافة مهنية حرة ومحترفة، لا تكرس الثورة المضادة، تلعب دورا في تعزيز مسار الديمقراطية التونسية الفتية وتحارب الرشوة، إلى جانب حقوقيين ورجال اقتصاد ومفتشين يعملون من أجل تشييد هذا البناء الديموقراطي.
وليكتمل هذا البناء المؤسساتي للنظام التونسي، يرغب المرزوقي في إنشاء مجلس أعلى لمحاربة الفساد ذي صلاحيات واسعة، ويعمل مع المجتمع المدني أيضا للبت في قضايا الفساد في القطاعين العام والخاص وإحالة المتهمين للقضاء.

## الخلاف مع حزب النهضة
يتحدث المرزوقي عن الإسلام السياسي والترويكا والسلفية، ويقول إنه دافع عن الإسلاميين لأن النضال من أجل حقوق الإنسان لا يستثني أحدا ولأن بن علي سيقمع العلمانيين أيضا وهذا ما حدث.
ثم يوثق التقارب التدريجي الذي حدث بين العلمانيين والإسلاميين خاصة مع بداية العقد الأخير من القرن الماضي وتوصل الطرفان إلى التوقيع على وثيقة مشتركة «إعلان تونس» في فرنسا عام 2003.
وهي الوثيقة التي اعتبرها نصا مرجعيا. وهكذا عمل المعتدلون من العلمانيين والإسلاميين سويا، من أجل تونس «غير إسلاموية» متطرفة ولا لائكية متطرفة، تعترف بالإسلام دينا رسميا، وتتبنى الديمقراطية كنظام حكم. أما المتطرفون من المعسكرين فقد أقصوا أنفسهم بأنفسهم. ولهذا يعتبر التوافق الحالي هو نتيجة تطور تاريخي وليس أجندة خفية للإستحواذ على السلطة. وقد أثمر هذا التطور التاريخي بفضل حوار طويل بين المعتدلين من الجانبين العلماني والإسلامي إلى الاتفاق على مبدأ «الدولة المدنية» الديمقراطية.
ولكنه لاينكر استمرار الخلاف الذي لا زال قائما مع الإسلاميين بسبب العامل تباين الخلفبات والعامل الإديولوجي، ولكن الثقة في الآليات الدمقراطية لإيجاد حلول ومخارج لكل الخلافات بين الأحزاب تحت المظلة الديمقراطية ومبادئ حقوق الإنسان.

## الظاهرة السلفية
يعتبر المرزوقي أن إنشاء الأحزاب السياسية مهما كانت خلفياتها لا تطرح له مشكلة شريطة أن تحترم قواعد اللعبة الديمقراطية على الأرضية السياسية.
أما التطرف فهو مرفوض تماما ويجب مواجهته في إطار دولة القانون. ويرى المرزوقي أن الظاهرة لا تشكل تهديدا حقيقيا على البلاد، لأنها غير متجذرة اجتماعيا وتاريخيا وثقافيا في تونس، وإنما يلحقون ضررا كبيرا بالبلاد، خاصة بالسياحة بسبب صورتهم الإعلامية السلبية. ولأنها لا تملك مشروعا سياسيا مدنيا نهضويا.
كما يتخوف من تلاعب أنصار النظام السابق ببعضهم في إطار الثورة المضادة، ويرى أن مواجهة التطرف تكون في إطار دولة القانون القوية وبالتنمية الاقتصادية والاجتماعية والتنويرية لا من خلال المعالجة الأمنية البحتة.
ويتطرق المرزوقي إلى نوعين من التطرف، تطرف لائكي وتطرف ديني، إلا أن الأول لا يلجأ إلى العنف، بقدر ما يلجأ إلى تحالفات وأجندة لاتساعد في ترسيخ أسس البناء الديمقراطي في الدولة، بينما المتطرفون الدينيون فيريدون العودة إلى القرون الأولى، ضاربين عرض الحائط كل التراكمات الحضارية والإنسانية والحقوقية التي حققتها البشرية جميعا، من شريعة حمورابي إلى ميكانزمات الديمقراطية في العصور اليونانية، مرورا بعصر أوج الازدهار الحضاري في العالم الإسلامي وتأثيره الإنساني، إلى محطة ثورات الربيع الأوربي وما عرفته من تحقيق طفرات كبرى في حقوق الإنسان والديمقراطية من داخل المجتمعات الأوربية.

## التخوفات
الفشل في تحد العقبات وبالتالي فشل الثورة التونسية، وتكمن المخاطر الأساسية في التحدي الاقتصادي وعدم نجاح الآلة الاقتصادية في تحقيق أحلام الذين قاموا بالثورة لاسيما المتضررين من فساد النظام السابق والفقراء منهم. ويشير إلى تخوفه من عدم القدرة على اجتثات الفساد مما يساعد على إفشال الأهداف الإصلاحية للثورة. وتطرق إلى خطر الثورة المضادة والتخوف من الفلول وعمله على مقاومة اجتثاث الفساد واستمرار نظام الفساد الذي لم يتمثل في بن علي ومحيطه بل تغلغل في عمق المجتمع والإدارة.
أما التخوف السياسي فيكمن في رفض المعسكرين التحديثي والتقليدي تحقيق التوافق التاريخي والخروج عن قواعد اللعبة الديمقراطية، سيشكل خطر لا محالة على مستقبل حقوق الإنسان والديمقراطية حديثة العهد في تونس بما في ذلك التنمية والتقدم. ويرى أن هذا التوافق هو أمر ضروري ومصيري لسير العجلة الديمقراطية والتقدم نجو التنمية والسلم المدني في تونس.
وجدير بالذكر أن المنصف المرزوقي قد وصف الديمقراطية الوليدة في تونس أنها هشة ومهددة أمام التحديات العويصة أمامها حيث لم تحقق لغاية اليوم أهدافها في محاربة الفساد وإرساء العدالة الاجتماعية وإنعاش الاقتصاد.

## القيمة الفكرية والسياسية
يقدم الكتاب رؤية سياسية وفكرية واضحة المعالم، والعلاقة بين مختلف الأطراف الفاعلة في المشهد السياسي الداخلي، وإشكاليات الحكم بين هذه الأحجار الشطرنجية على الطاولة الديموقراطية، مبتكرا انقلاتبميكانزمات تحرك عجلة التطور بخطى تسير إلى الثبات متجاوزة كل المخاطر والعقبات الداخلية والخارجية، التي قد تعمل على انقلاب الطاولة الديموقراطية وسقوط الأحجار الكريمة للطاولة الديموقراطية التونسية الفتية.
وبهذا فالكتاب يقدم إلى الخزانة الفكرية والسياسية العربية بدايات تجربة سياسية طموحة في العالم العربي، تحت ميكانزمات عملية ديمقراطية واضجة الرؤى والمعالم تضمن بناء الأسس المتينة رغم الاختلافات السياسية والإيديولوجية.
كتاب «ابتكار ديمقراطية: دروس التجربة التونسية» يعتبر إضافة نوعيّة للمكتبة الفكرية والسياسيّة العربية ودول الجنوب كأطروحة مؤسسة لنهوض بالعملية السياسية بعيدا عن العنف الإيديولوجي والسياسي والتسلط الدكتاتوري من أجل عملية نتقال ديمقراطي سلس في تونس نحو بر الأمان.

## انتقادات
ذكرت إذاعة «موزاييك أف أم» التونسية الخاصة أن ناشطين أطلقوا حملة واسعة على الإنترنت وعلى مواقع التواصل الاجتماعي يقودها ناشرون وكتاب تونسيون، لمقاطعة كتاب «ابتكار ديمقراطية: دروس التجربة التونسية» باللغة الفرنسية عندما كان المنصف المرزوقي في رئاسة الجمهورية آنذاك.
متحججين على اختياره لدار نشر فرنسية «لاديكوفيرت» لطباعة كتابه الجديد، معتبرين أن ذلك «إهانة» لدور النشر التونسية.
ومتسائلين في نفس السياق كما ذكرت إذاعة موزاييك أف أم، عندما سيتنقل إلى باريس (لتوقيع الكتاب) سيكون على نفقته الخاصة أم على نفقة الدولة التونسية.
كما انتقدوا تأليفه للكتاب باللغة الفرنسية رغم أنه من دعاة تطوير العربية والحد من استعمال الفرنسية في تونس.
كما تساءل بعض المعارضين إن كان لرئيس بلادهم وقت فراغ كثير، ليقضيه في تأليف الكتب المختلفة، أمام تحديات التنمية والنهوض بالدولة التونسية!

## مقالات ذات صلة
- الانتقال الديمقراطي في تونس
- المنصف المرزوقي
- الكتاب الأسود (2013)
- قائمة مؤلفات منصف المرزوقي
- ننتصر... أو ننتصر (كتاب)